# Altinópolis
Altinópolis é um município brasileiro do estado de São Paulo e faz parte da Região Metropolitana de Ribeirão Preto (RMRP). Sua população estimada em 2010 era de 15.609 habitantes. A cidade é conhecida pelas suas atrações turísticas, como as esculturas de Bassano Vaccarini e as inúmeras cachoeiras e grutas. O clima ameno e agradável também é uma de suas características.

## História
Pode-se dizer que a história da cidade de Altinópolis teve início com Diogo Garcia da Cruz e seus filhos Joaquim, Antônio (Major Garcia) e João por volta da década de 1820[carece de fontes?], quando adquiriram terras da região chamada de São Bom Jesus da Cana Verde, atrelada ao município de Batatais e ali fundaram as fazendas Jaborandi, Fortaleza e Congonhal.
Antônio Garcia de Figueiredo, também conhecido como Major Garcia, proprietário da fazenda Fortaleza e sua esposa e sobrinha, Maria Teresa Figueiredo Garcia, construíram em seus domínios uma capela em homenagem à Nossa Senhora da Piedade.  A construção da capela foi, inclusive, relatada por Visconde de Taunay em seu livro Marcha das Forças. Por volta do ano de 1885 as primeiras casas já surgiam em volta da capela. Esse fato levou Major Garcia a doar 42 alqueires de sua fazenda Fortaleza à capela, dando início ao povoado do Arraial de Nossa Senhora da Piedade.
Em 1875 o povoamento teve seus limites demarcados e foi elevado a Distrito de Paz, ou seja, teve reconhecida pelo poder público a fase inicial da formação de um núcleo urbano, passando a se chamar Freguesia de Nossa Senhora da Piedade de Mato Grosso de Batatais, entretanto, ficou mais conhecido apenas como Mato Grosso de Batatais.
No ano de 1909 foi construída a Estrada de Ferro São Paulo e Minas cuja finalidade era passar nas fazendas cafeeiras da região e interligar cidades paulistas e mineiras.
Com o crescimento da cidade, a chegada de imigrantes italianos, portugueses, sírios e libaneses, além da plantação de café e a pecuária, começaram a surgir as primeiras ideias da independência do Distrito em relação à cidade de Batatais.  Os jornais tiveram grande importância no papel da emancipação, destacando-se Simplício Ferreira que coordenava o jornal O Progresso, Sylvio Ribeiro da Silva de O Imparcial e José Cândido Júnior de A Evolução.  Com o clamor popular, Coronel Honório Palma tomou a frente e iniciou a luta política para emancipação do Distrito.
Em 1918 apresentou-se o projeto de elevação do Distrito de Mato Grosso de Batatais a município. Coronel Antônio Justino de Figueiredo e Capitão José Esteves Júnior destacaram-se na delimitação das fronteiras do novo município.
Em seguida, tomou lugar um plebiscito que definiria o nome da cidade. Os nomes concorrentes eram: Jetirana, que era defendido por Simplício Ferreira, José Cândido Júnior e Professor Antônio Barreiros. E Altinópolis, liderado pelo Coronel Honório Palma, José Esteves Júnior e Capitão José Pio. Foi escolhido o nome de Altinópolis que homenageia o presidente do estado da época, Dr. Altino Arantes.
No dia 9 de março de 1919 foi instalada a primeira câmara municipal de Altinópolis, simbolizando esta data a fundação da cidade.
Finalmente, em 25 de abril de 1965, instalou-se a comarca de Altinópolis, sinalizando completa independência e autonomia do município.

## Demografia
Dados do Censo - 2010
População Total: 15.609
- Urbana: 13.643
- Rural: 1.966
- Homens: 7.802
- Mulheres: 7.807
- Densidade demográfica (hab./km²): 16,66
- Mortalidade infantil até 1 ano (por mil): 9,39
- Expectativa de vida (anos): 75,12
- Taxa de fecundidade (filhos por mulher): 2,39
- Taxa de Alfabetização: 91,02%
- Índice de Desenvolvimento Humano (IDH-M): 0,823
- IDH-M Renda: 0,767
- IDH-M Longevidade: 0,835
- IDH-M Educação: 0,867

(Fonte: IBGE.DATA)

## Geografia
Localiza-se a uma latitude 21º01' sul e a uma longitude 47º22' oeste. Possui uma área de 929,426 km². Dista 346 km da capital estadual.

### Hidrografia
- Rio Sapucaí
- Ribeirão Araraquara
- Rio Pardo

### Clima
O clima de Altinópolis é o tropical de altitude com verão úmido e invernos secos, Cwa na classificação de Köppen. O mês mais quente é fevereiro, com média de 22,4 °C, embora a máxima média mais elevada seja setembro: 28,2 °C. O mês mais frio é julho, com mínima média de 9,7 °C e média diária de 17 °C. A precipitação média anual é de 1338 mm, sendo dezembro o mês mais chuvoso, com média de 233,1 mm e julho o mês menos chuvoso, com média de 16,8 mm. A estação chuvosa vai de outubro a março e a estação seca, de junho a agosto, sendo abril, maio e setembro períodos de transição.
| Dados climatológicos para Altinópolis                            | Dados climatológicos para Altinópolis | Dados climatológicos para Altinópolis | Dados climatológicos para Altinópolis | Dados climatológicos para Altinópolis | Dados climatológicos para Altinópolis | Dados climatológicos para Altinópolis | Dados climatológicos para Altinópolis | Dados climatológicos para Altinópolis | Dados climatológicos para Altinópolis | Dados climatológicos para Altinópolis | Dados climatológicos para Altinópolis | Dados climatológicos para Altinópolis | Dados climatológicos para Altinópolis |
| Mês                                                              | Jan                                   | Fev                                   | Mar                                   | Abr                                   | Mai                                   | Jun                                   | Jul                                   | Ago                                   | Set                                   | Out                                   | Nov                                   | Dez                                   | Ano                                   |
| ---------------------------------------------------------------- | ------------------------------------- | ------------------------------------- | ------------------------------------- | ------------------------------------- | ------------------------------------- | ------------------------------------- | ------------------------------------- | ------------------------------------- | ------------------------------------- | ------------------------------------- | ------------------------------------- | ------------------------------------- | ------------------------------------- |
| Temperatura máxima média (°C)                                    | 27,8                                  | 27,7                                  | 27,6                                  | 26,6                                  | 25,0                                  | 24,1                                  | 24,4                                  | 26,7                                  | 28,2                                  | 28,0                                  | 27,7                                  | 27,4                                  | 26,1                                  |
| Temperatura mínima média (°C)                                    | 17,0                                  | 17,2                                  | 16,5                                  | 14,1                                  | 11,4                                  | 10,1                                  | 9,7                                   | 11,1                                  | 13,2                                  | 15,0                                  | 15,6                                  | 16,1                                  | 14,0                                  |
| Precipitação (mm)                                                | 228,3                                 | 193,8                                 | 148,7                                 | 73,5                                  | 53,8                                  | 25,8                                  | 16,8                                  | 22,6                                  | 56,2                                  | 129,1                                 | 156,3                                 | 233,1                                 | 1 338,0                               |
| Fonte: UNICAMP - Centro de Pesquisas Meteorológicas e Climáticas |                                       |                                       |                                       |                                       |                                       |                                       |                                       |                                       |                                       |                                       |                                       |                                       |                                       |

### Rodovias
- SP-351 - (BR-265)
- SP-338

### Ferrovias
- Estrada de Ferro São Paulo e Minas [8]

## Política e administração
- Prefeito: José Roberto Ferracin Marques (2021/2024)
- Vice-prefeito: Gilberto Fiori de Oliveira
- Presidente da câmara: ?

## Infraestrutura

### Comunicações
Instaladas na cidade existem duas rádios: Rádio CLUB Regional 101 FM e a Rádio Comunitária "ALT FM" 105,9 FM . O jornal impresso que circula na cidade é o "Altiaqui, a Região de Frente com a Informação" e o "A Tribuna Altinópolis", e o Portal de internet o site "Altiaqui" e "«Altinópolis Online»".

#### Telefonia
O sistema de telefones automáticos foi inaugurado na cidade pela Companhia de Telecomunicações do Brasil Central (CTBC), que também implantou o sistema de discagem direta à distância (DDD) em 1982 com o código de área (016).

## Cultura e lazer
Altinópolis possui algumas festas tradicionais em seu calendário anual. Destacam-se a Festa de Santos Reis, a Expoal e a Quermesse.

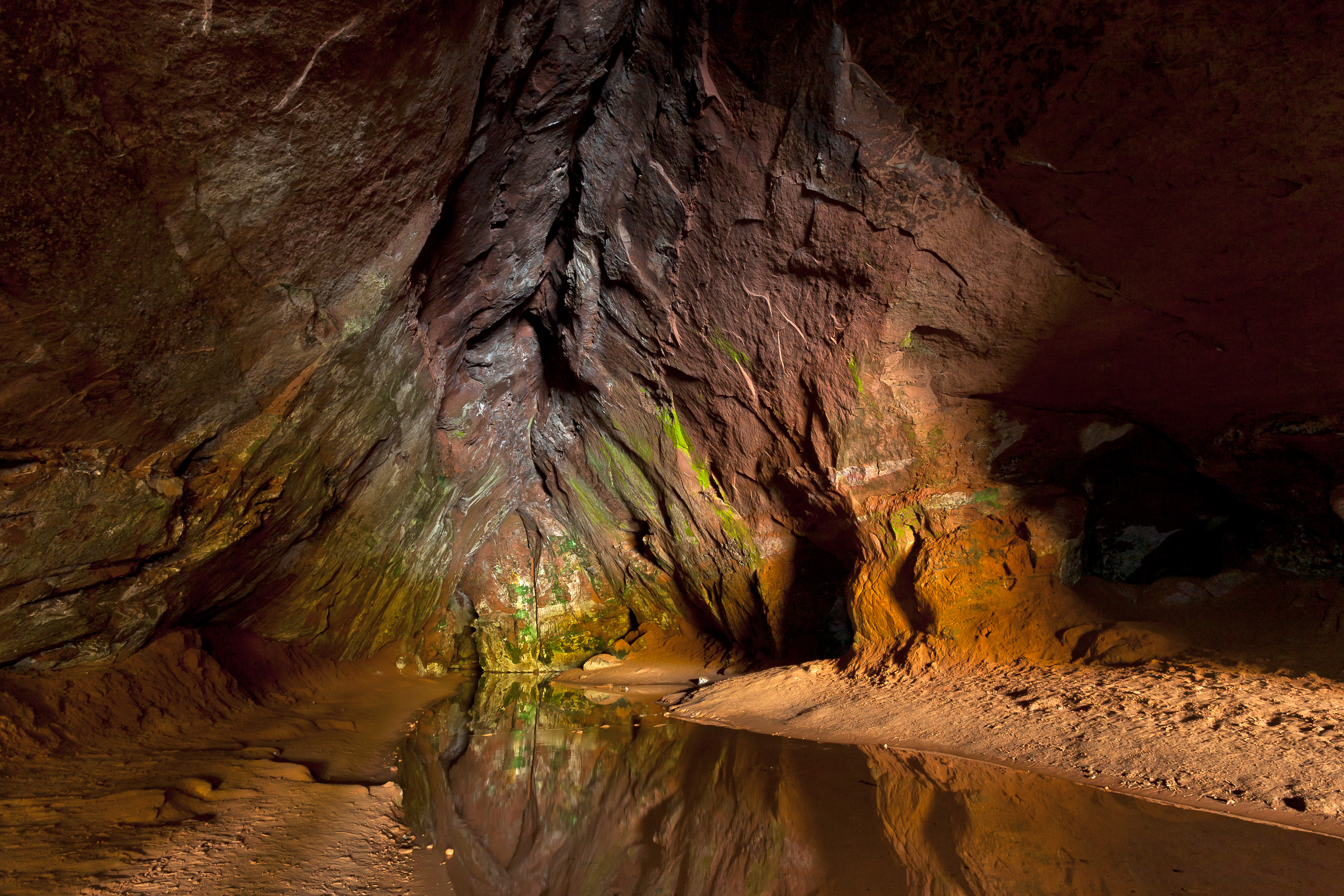
Gruta do Itambé

### Festa de Santos Reis
As festas em homenagem aos Três Reis Magos, realizadas no mês de janeiro, ocorrem há várias décadas nas cercanias de Altinópolis. A peregrinação de fiéis, a encenação e os cantos ainda se mantêm como um forte costume nas áreas rurais, tanto em Altinópolis quanto em Santo Antônio da Alegria.
A festa realizada em Altinópolis tem como seu principal expoente Antônio (Tonico) Frighetto. Em 1971 seu objetivo de reunir em um só dia e em um só local todas as folias (conjuntos) de Santos Reis tornou-se realidade e perpetua-se até os dias de hoje. No mês de janeiro a Praça da Matriz recebe, por três dias, um palco onde folias de Reis de todo o Brasil se apresentam. Ao redor da praça instalam-se pequenas barracas de comércio e de alimentação, além de um parque recreativo.

### Expoal
A Feira de Exposição Agropecuária de Altinópolis (Expoal) realiza-se no Parque da Santa Cruz geralmente entre os meses de março e maio e tem duração de quatro dias, a uma semana.  Realizada há quase 40 anos, a Expoal reúne exposição de animais, shows e opções de alimentação.
Há exposição de gado, vacas leiteiras, cavalos, além de animais de pequeno porte. As competições, como prova do tambor e rodeios são realizados durante a semana da festa. Todas as noites há shows de duplas sertanejas ou conjuntos de música popular. Durante a semana ocorre o festival de calouros, momento em que jovens cantores e bandas de Altinópolis e região mostram seu potencial.
O evento ainda possui um parque de diversões montado especialmente na época da festa. No quesito alimentação, destacam-se as tendas que vendem comida típica. Destaca-se o caráter voluntário dos trabalhadores da área de alimentação e a arrecadação com fins filantrópicos. No Parque da Santa Cruz localiza-se o mirante da cidade, local onde é possível avistar toda a cidade e suas vizinhas.

### Quermesse
A Quermesse é a festa feita pela igreja católica que ocorre todo mês de setembro na cidade, na Praça da Matriz, mais precisamente as beiras das portas da igreja. Durante a festa ocorre um Bingo, que sorteia ceias e presentes de diversas lojas; a venda de comidas também já é um costume, sendo que os mais conhecidos são: o mafufi, a esfirra, a tripa cheia e o sonho, que também são quitutes típicos da expoal, já que a igreja também monta sua barraca de comida lá; A Festa também visa a arrecadação de dinheiro para a conservação e reforma das igrejas da cidade,

### Turismo

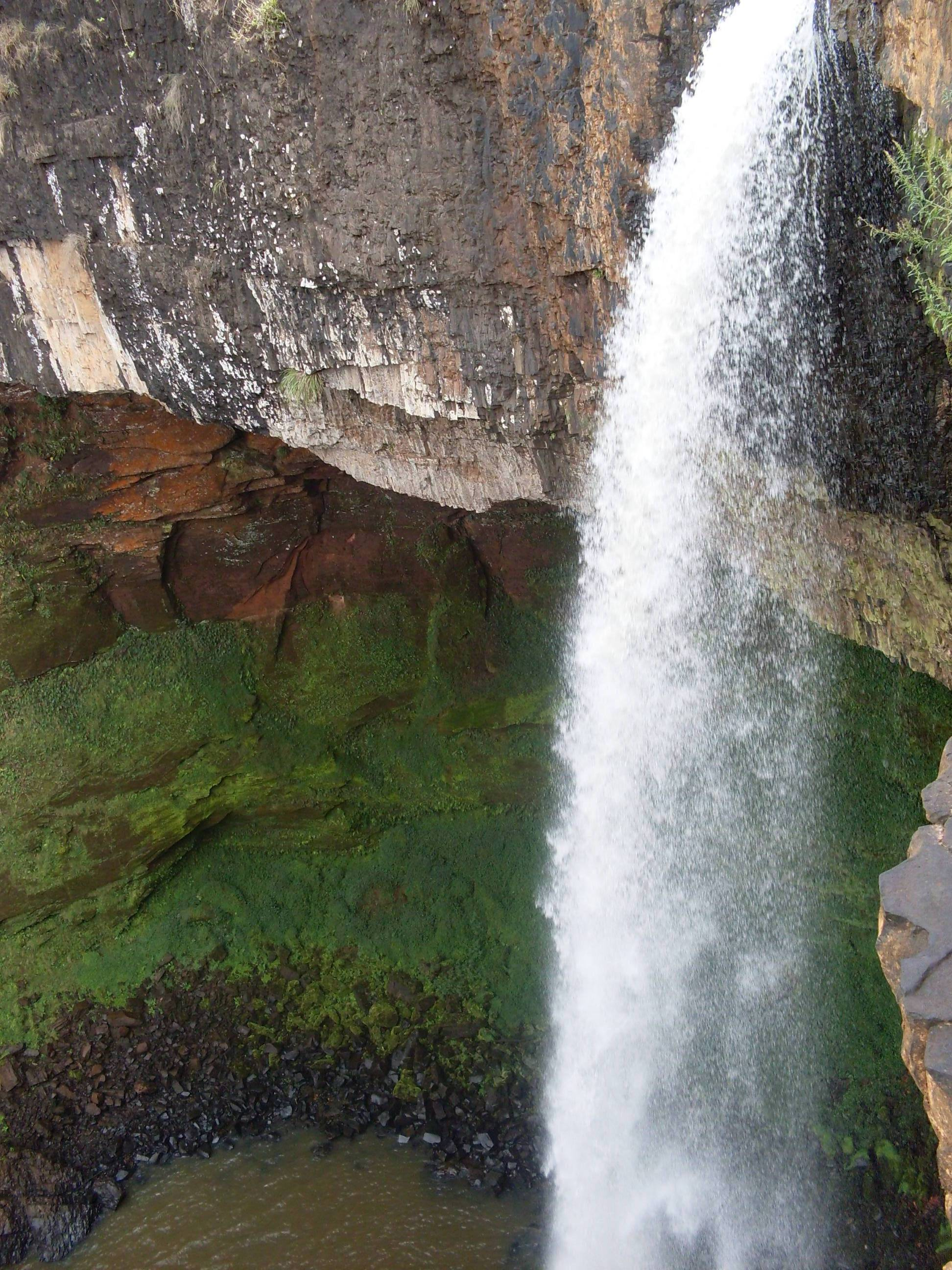
Cahoeira do Esmeril.

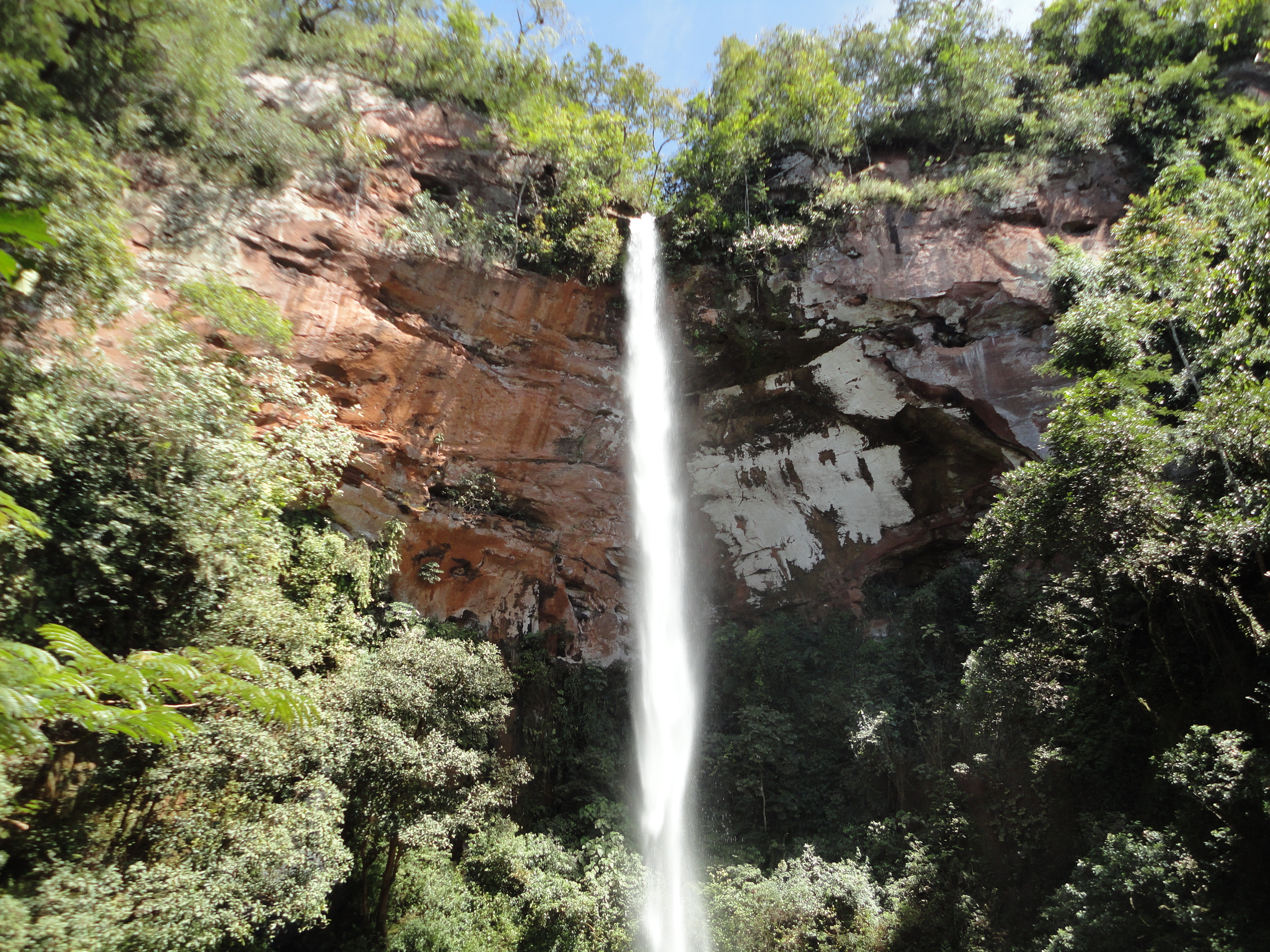
Cachoeira do Itambé em Altinópolis.

Altinópolis oferece tanto o ecoturismo quanto um turismo cultural. A riqueza de sua natureza se traduz nos rios, cachoeiras, grutas e imensa área verde. De outro lado, sua importância cultural se mostra nas obras do artista plástico Bassano Vaccarini, que estão espalhadas por toda a cidade.
Em Altinópolis cinco rios nos dão 35 quedas d'água. São cachoeiras e cascatas para todos os gostos. E uma delas tem 72 metros de altura.
Oito grutas devidamente catalogadas fazem parte do seu roteiro turístico, destacando-se a Gruta do Itambé, que oferece uma fachada de 28 metros de altura e uns 350 metros de galerias. A Secretaria do Turismo dá aos visitantes suporte de informações necessárias e, o estande do município fez sucesso no último Salão São Paulo de Turismo. Mas o deleite para os olhos são as obras de Bassano Vaccarini, em especial a Praça das Esculturas.
Do mirante do Morro do Parque Municipal, a 1.200m de altitude, tem-se uma visão de 360º e pode-se avistar 16 municípios ao seu redor[carece de fontes?], localizado no parque da Santa Cruz.

### Esculturas de Vaccarini
O município conta com diversas esculturas do mestre Bassano Vaccarini espalhada pela cidade. Destaca-se a Praça das Esculturas que reúne grande parte das obras do artista. Ele nasceu na Itália (Milão) e chegou ao Brasil após a Segunda Guerra Mundial, escolhendo Altinópolis como seu grande atelier.

## Religião
O Cristianismo se faz presente na cidade da seguinte forma:

### Igreja Católica
- A igreja faz parte da Arquidiocese de Ribeirão Preto.[13]

### Igrejas Evangélicas
Entre as igrejas protestantes históricas, pentecostais e neopentecostais, encontram-se na cidade:
- Assembleia de Deus Ministério do Belém.[16][17]
- Congregação Cristã no Brasil.[18]